# Funiculaire Jukkokutōge
Le funiculaire Jukkokutōge (十国峠ケーブルカー, Jukkokutōge Kēburukā) ou ligne funiculaire Jukkoku (十国鋼索線, Jikkoku Kōsaku-sen) est un funiculaire situé sur les pentes du col de Jukkoku à Kannami, dans la préfecture de Shizuoka au Japon. Il est exploité par la compagnie Jukkokutoge Co., Ltd., une filiale de Fuji Kyuko.

## Description

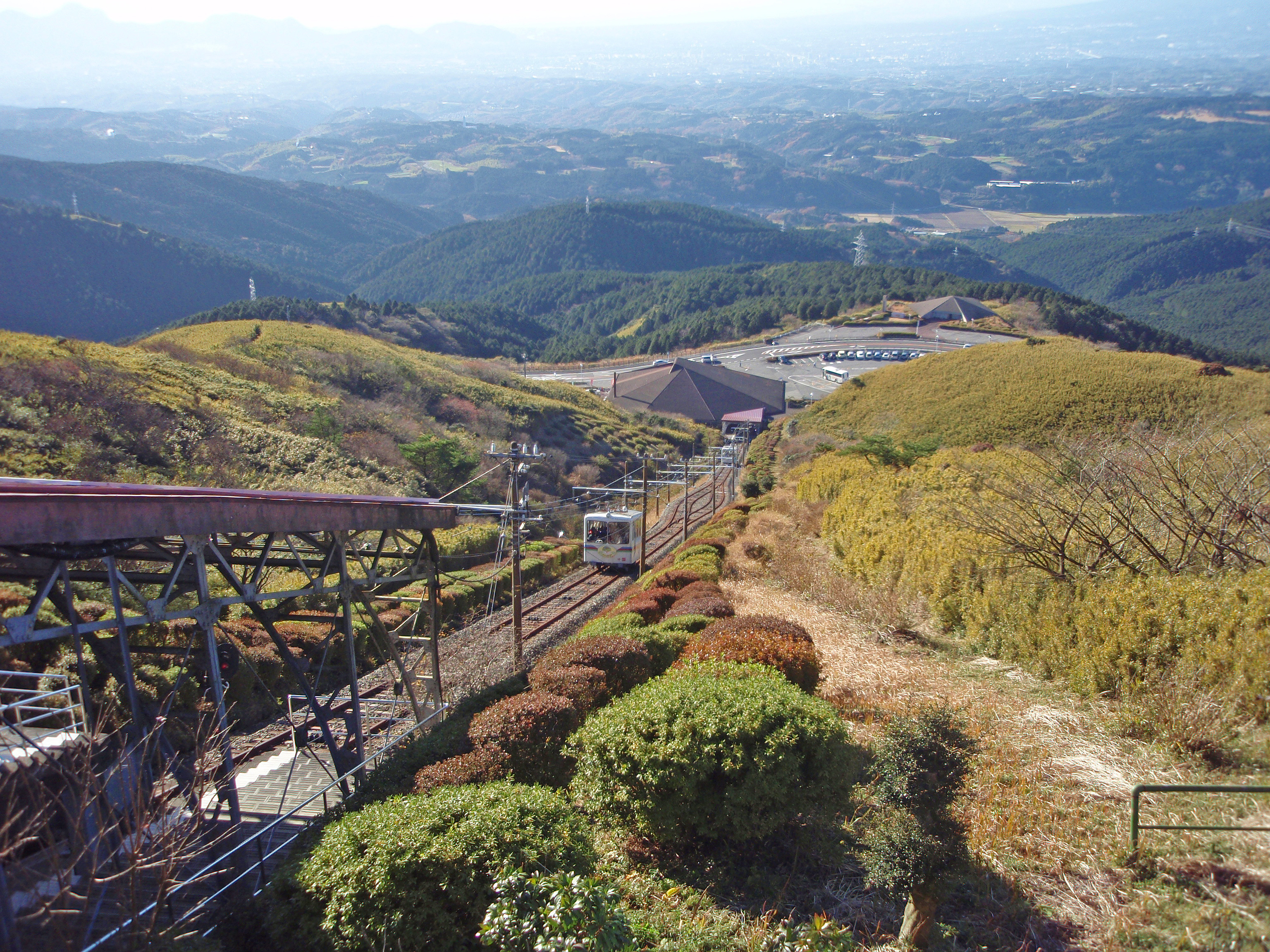
Vue de l'ensemble de la ligne depuis la gare haute de Jukkokutōge.

Le funiculaire se compose d'une voie unique avec évitement central.

## Histoire
Le funiculaire est ouvert le 16 octobre 1956 par le chemin de fer Sunzu, qui est absorbé par la compagnie Izuhakone Railway en 1957. Le funiculaire est transféré à la compagnie Jukkokutoge Co., Ltd. en 2021.

## Caractéristiques

### Ligne
- Longueur : 0,3 km
- Dénivelé : 101 m
- Pente : 40,8 %
- Écartement rails : 1 435 mm
- Nombre de gares : 2

### Liste des gares
| Gare                | Nom japonais | Distance (km) | Localisation |
| ------------------- | ------------ | ------------- | ------------ |
| Jukkoku-Noboriguchi | 十国登り口   | 0             | Kannami      |
| Jukkokutōge         | 十国峠       | 0,3           | Kannami      |